# Motu One (Társaság-szigetek)
Motu One vagy Bellinghausen egy lakatlan atoll a Társaság-szigetcsoporthoz tartozó Szél alatti szigetcsoportban. Motu One Tahititől 550 km-re északnyugatra van, legközelebbi szomszédjától, Manuae-től pedig 72 km-re északkeletre. A 250 m-szer 50 m-es kis sziget
Motu One zátonya egy teljesen körbezárt lagúnát képez. Az atoll minden oldalát alacsony fekvésű, erdős, homokos rész övezi, kivéve a déli oldalát. Motu One teljes fordításban homok szigetet jelent polinéz nyelven. Ez az alacsony-fekvésű homokos szigetecske tartós emberi élőhelynek nem alkalmas.

## Története
A kis atollnak adott Bellinghausen név (vagy még ritkábban Bellingshausen) egy balti-német felfedezőtől, Otto von Kotzebue-től származik, aki orosz szolgálat teljesítése közben találta ki, hogy Fabian Gottlieb von Bellingshausent tiszteli meg a névvel. A hajós 1820-ban járt a szigetnél.
Az 1997-es Martin hurrikánkor 10 emberből egynek sikerült túlélnie a vihart a szigeten. Egy nő úgy menekült meg, hogy magát egy kókusz fához kötözte.